# Harder
Harder ist ein deutscher Familienname.

## Namensträger
- Agnes Harder (1864–1939), deutsche Lehrerin und Schriftstellerin
- Albert Harder, deutscher Militär und Gerechter unter den Völkern, siehe Albert und Loni Harder
- Alexander von Harder, deutscher Naturforscher
- Alexander Harder-Khasán (1901–1985), deutscher Kunstmaler
- Alexandra Harder (1905–2001), deutsche Malerin
- Andrea Harder (* 1977), deutsche Basketballspielerin
- Andy Harder (* 1955), Schweizer Jazzmusiker
- Annette Harder (* 1952), niederländische Altphilologin
- Arthur Harder (1910–1964), deutscher SS-Hauptsturmführer, Adjutant des Führers des Sonderkommandos 1005 und verurteilter Kriegsverbrecher.
- August Harder (1775–1813), deutscher Musiker und Komponist
- Bärbel Kerkhoff-Harder (* 1940), deutsche Ethnologin und Hochschullehrerin
- Bernd Harder (* 1966), deutscher Journalist und Autor
- Bernhard Harder (1878–1970), mennonitischer Unternehmer, Prediger und Schriftsteller
- Bertus de Harder (1920–1982), niederländischer Fußballspieler
- Birgit Harder (* 1958), deutsche Badmintonspielerin
- Brad Harder (* 1985), kanadischer Schauspieler
- Bruno Harder (1908–1969), deutscher Prälat
- Burkhard von Harder (* 1954), deutscher Künstler
- Charles J. Harder (* 1970), amerikanischer Medienanwalt
- Christian Harder (Philologe) (Karl Christian Harder; 1864–1915), deutscher Pädagoge, Byzantist und Philologe
- Christian Harder (Musiker) (* 1978/1979), deutscher Musiker
- Christian Harder (Pokerspieler) (* 1987), US-amerikanischer Pokerspieler
- Conrad Harder (* 2005), dänischer Fußballspieler
- Corinna Harder (* 1970), deutsche Autorin
- Daniel Harder, Regisseur
- Daniel Kenneth Harder (* 1960), US-amerikanischer Botaniker
- David Johann Harder (1769–1833), deutsch-baltischer Arzt
- Dietrich Harder (1930–2019), deutscher Physiker
- Doris Harder, deutsche Theaterregisseurin
- Ernst Harder (1854–1927), deutscher Arabist
- Franz Harder (1855–1927), deutscher Klassischer Philologe und Gymnasiallehrer
- Franz Josef Harder (1926–2010), Schweizer Politiker
- Friedrich Harder (1891–1944), deutscher SS-Hauptscharführer
- Georg Harder (1929–1985), deutscher Sozialwissenschaftler und Hochschullehrer
- Gerd Harder (* 1947), deutscher Jurist und Richter
- Grant Harder (1975–2002), kanadischer Skispringer
- Günter Harder (1938–2025), deutscher Mathematiker
- Günther Harder (Theologe) (1902–1978), deutscher evangelischer Theologe
- Günther Harder (Schauspieler) (* 1977), deutscher Schauspieler und Musiker
- Hanna Harder (1868–1936), deutsche Pädagogin und Politikerin (SPD)
- Hans Harder (Maler) (Johannes Georg Smith Harder; 1792–1873), dänischer Maler
- Hans Harder (Schiffbauer), deutscher Schiffbauer und Unternehmer
- Hans Harder (Beamter) (1902–1984), deutscher Verwaltungsjurist und Präsident des Hamburger Rechnungshofes
- Hans Harder (Musikpädagoge) (1903–1990), deutscher Musikpädagoge und Hochschullehrer
- Hans Harder (Indologe) (* 1966), deutscher Indologe und Hochschullehrer
- Hans-Bernd Harder (1934–1996), deutscher Slawist
- Hans-Joachim Harder (* 1943), deutscher Offizier und Militärhistoriker
- Hans-Martin Harder (* 1942), deutscher Kirchenjurist und Kirchenfunktionär
- Hans Wilhelm Harder (1810–1872), Schweizer Beamter, Heimatforscher und Zeichner
- Hauke Harder (* 1963), deutscher Komponist
- Heinrich Harder (1858–1935), deutscher Maler
- Helge Harder (1908–1962), dänischer Radsportler
- Hermann Freiherr von Harder (1897–1983), deutscher Beamter im nationalsozialistischen Reichsministerium für die besetzten Ostgebiete, Kaufmann
- Hermann Harder (1901–1944), deutscher Schriftsteller
- Hieronymus Harder (1523–1607), deutscher Botaniker
- Hieronymus Harder (Orientalist) (1648–1675), Schweizer Orientalist
- Inés Brock-Harder (* 1964), deutsche Politikerin (Bündnis 90/Die Grünen)
- Irma Harder (1915–2008), deutsche Schriftstellerin
- Irmgard Harder (1922–2012), deutsche Schriftstellerin
- Jakob Harder (1863–1953), deutscher Handwerker und Landtagsabgeordneter
- Jens Harder (* 1970), deutscher Comiczeichner und Illustrator
- Jinjin Harder (* 1984), deutsche Fernsehdarstellerin
- Johann David von Harder (1797–1871), deutsch-baltischer Arzt und Diplomat
- Johann Jakob Harder (1656–1711), Schweizer Mediziner und Naturwissenschaftler
- Johannes Harder (1903–1987), deutsch-russischer Schriftsteller und Sozialwissenschaftler
- Josh Harder (* 1986), US-amerikanischer Politiker
- Jutta-Natalie Harder (1934–2024), deutsche Malerin, Schriftstellerin und Puppenspielerin
- Karl Harder (1903–1978), deutscher Schachkomponist
- Karl von Harder (1787–1857), preußischer Generalmajor
- Konrad Harder (14. Jahrhundert), deutscher Lied- und Redendichter
- Leland David Harder (1926–2013), US-amerikanischer Theologe
- Loni Harder, deutsche Gerechte unter den Völkern, siehe Albert und Loni Harder
- Lutz Harder (* 1956), deutscher Synchron- und Hörspielsprecher, Schauspieler und Puppenspieler
- Lutz-Michael Harder (1942–2019), deutscher Sänger (Tenor) und Hochschullehrer
- Manfred Harder (Wirtschaftswissenschaftler) (1936–2006), deutscher Wirtschaftswissenschaftler und Hochschullehrer
- Manfred Harder (Jurist) (1937–2000), deutscher Rechtswissenschaftler und Hochschullehrer
- Manfred Harder (Schiedsrichter) (1947–2018), deutscher Fußballschiedsrichter
- Manuel Harder (* 1971), deutscher Schauspieler
- Mariana Harder-Kühnel (* 1974), deutsche Rechtsanwältin und Politikerin (AfD)
- Marie Harder (1898–1936), deutsche Autorin und Filmregisseurin
- Marvin Andrew Harder (1921–1993), US-amerikanischer Politologe
- Matern Harder († 1525), deutscher Baumeister
- Max Mattis Harder (* 1998), deutscher Schauspieler, siehe Max Mattis
- Mike Harder (* 1973), kanadischer Eishockeyspieler und -trainer
- Olaf Harder (* 1941), deutscher Ingenieur und Hochschullehrer
- Otto Harder (1892–1956), deutscher Fußballspieler und SS-Untersturmführer
- Pat Harder (1922–1992), US-amerikanischer American-Football-Spieler
- Pernille Harder (Badminton) (* 1977), dänische Badmintonspielerin
- Pernille Harder (Fußballspielerin) (* 1992), dänische Fußballspielerin
- Quirinus Harder (1801–1880), niederländischer Architekt
- René Harder (* 1971), deutscher Regisseur, Autor, Schauspieler und Dozent
- Rhea Harder-Vennewald (* 1976), deutsche Schauspielerin
- Richard Harder (Biologe) (1888–1973), deutscher Botaniker und Hochschullehrer
- Richard Harder (Philologe) (1896–1957), deutscher Altphilologe
- Sjoerd Harder (* 1963), niederländischer Chemiker
- Swen Harder (* 1974), deutscher Autor von Spielbüchern und Rollenspielliteratur
- Tammo Harder (* 1994), deutscher Fußballspieler
- Teresa Harder (* 1963), deutsche Schauspielerin
- Theodor Harder (Soziologe) (1931–2016), deutscher Soziologe und Hochschullehrer
- Theodor Gustav Harder (1762–1811), deutscher Theologe
- Torsten Harder (* 1965), deutscher Cellist
- Ulrike-Daniela Harder (* 1962), deutsche Journalistin, siehe Daniela von Theumer
- Victor Harder (1870–1933), deutscher Konteradmiral
- Wilhelm Harder (Politiker) (1900–1971), deutscher Politiker (SPD)
- Wilhelm Harder (Zoologe) (1921–2009), deutscher Zoologe
- Wolfgang Harder (1522–1601), deutscher Theologe
- Wolfgang Andreas Harder (* 1936), deutscher  Arzt und Schriftsteller

## Schiffe
- USS Harder (SS-257) (1942), benannt nach einer Fischart, U-Boot der US Navy, gesunken 1944 im 2. Weltkrieg, 2024 Wrack im Südchinesischen Meer entdeckt
- USS Harder (SS-568) (1951), ursprünglich U-Boot der US Navy, 1974 an die Marine Italiens, 1988 außer Dienst gestellt